# Creepshow (film)
Creepshow is een Amerikaanse komische horror-anthologiefilm geregisseerd door George A. Romero (bekend van Night of the Living Dead en Dawn of the Dead), en geschreven door Stephen King (Carrie, The Shining, Misery, The Stand).
Toen de film in november 1982 in Amerika uitkwam, was hij een enorme hit en bracht alleen daar al meer dan 21 miljoen dollar op. Het is tot op heden nog steeds een populaire film bij fans van het horror-genre. De film werd op locatie in Pittsburgh en voorsteden ervan opgenomen. Het bestaat uit vijf korte verhalen: "Jolting Tales of Horror" (Schokkende Horrorverhalen): "Father's Day" (Vaderdag), "The Lonesome Death of Jordy Verrill" (De Eenzame Dood van Jordy Verrill), "Something to Tide You Over" (Iets Om Je Verder Te Helpen), "The Crate" (De Kist) en "They're Creeping Up on You!" (Ze Bekruipen Je!). Twee van deze verhalen, "The Crate" en "The Lonesome Death of Jordy Verrill" (originele titel "Weeds" (Onkruid)), zijn bewerkingen van Stephen Kings eerder gepubliceerde korte horrorverhalen. De delen liggen dicht bij elkaar met korte geanimeerde scènes. Elk deel van het verhaal begint en eindigt met een plaatje als in een stripboek. De rode draad is Billy (gespeeld door Stephen Kings oudste zoon Joseph King), die door zijn vader wordt geslagen omdat hij een horrorstripboek leest. De film is een hommage aan de Entertaining Comics uit de vijftiger jaren van de 20ste eeuw, zoals Tales from the Crypt (Verhalen uit het Graf), The Vault of Horror (Het Gewelf van de Horror) en The Haunt of Fear (De Jacht der Angst).
Later werden de rechten verworven door Republic Pictures, dat gesubsidieerd wordt door Paramount Motion Pictures Group, wat weer een onderdeel is van Viacom. In het Verenigd Koninkrijk zijn de rechten verworven door Universal Pictures.

## Verhaal

### Proloog
De jonge Billy wordt uitgefoeterd en geslagen door zijn vader Stan (Tom Atkins), omdat hij het horrorstripverhaal Creepshow leest. Zijn vader gooit het stripboek in de vuilnisbak om zijn zoon een lesje te leren, nadat hij hem gedreigd heeft dat hij nog eens een pak slaag krijgt als hij weer wordt betrapt. Stan vertelt zijn vrouw waarom hij zo hard is voor Billy, omdat hij niet kan geloven dat er zoveel "troep" in het boek staat. Hij eindigt de discussie met de reden waarom God vaders heeft gemaakt: Niet alleen om hun eigen levensweg te beschermen, maar ook die van hun kinderen. Billy, die bovenaan de trap zijn vader zit te haten, hoort een geluid bij het raam dat in een geestverschijning verandert en hem smeekt dichterbij te komen.
Rolverdeling
| Acteur            | Personage        |
| ----------------- | ---------------- |
| Joe King          | Billy            |
| Iva Jean Saraceni | Billy's moeder   |
| Tom Atkins        | Stan (onvermeld) |
| Marty Schiff      | Vuilnisman #1    |
| Tom Savini        | Vuilnisman #2    |

### Vaderdag (''Father's Day'')
(Eerste verhaal, dat door King voor de film is geschreven.)
Zeven jaar geleden roept de oude patriarch Nathan Grantham (Jon Lormer) op de derde zondag van juni, Vaderdag, om zijn gebak. Maar zijn dochter Bedelia (Viveca Lindfors) slaat hem met een marmeren asbak op zijn hoofd, omdat haar vader haar verloofde had vermoord.
 Zeven jaar later zitten zijn ondankbare, op geld beluste bloedverwanten op de derde zondag van juni samen aan het jaarlijkse diner op Vaderdag. Nathan Grantham komt terug als een zombie-achtige figuur voor het gebak dat hij nooit heeft gekregen en vermoordt zijn bloedverwanten een voor een.
Rolverdeling
| Acteur          | Personage        |
| --------------- | ---------------- |
| Jon Lormer      | Nathan Grantham  |
| Viveca Lindfors | Bedelia Grantham |
| Elizabeth Regan | Cass Blaine      |
| Warner Shook    | Richard Grantham |
| Ed Harris       | Hank Blaine      |
| Carrie Nye      | Sylvia Grantham  |
| Peter Messer    | Yarbro           |
| John Amplas     | Nathan's Corpse  |
| Nann Mogg       | Mrs. Danvers     |

### De Eenzame Dood van Jordy Verrill / Onkruid ( "The Lonesome Death of Jordy Verrill" /''Weeds'')
("De Eenzame Dood van Jordy Verrill")
(Tweede verhaal, officiële titel "Weeds", is overgenomen van een eerder gepubliceerd kort verhaal van King.) 
(Het werd in 1979 onder de titel "The Lonesome Death of Jordy Verrill" gepubliceerd in "Cavalier" (een soort Playboy; vanaf 1952 op de markt.))
Een stomme boerenkinkel denkt met een nieuw ontdekte meteoriet genoeg geld op te kunnen strijken bij de plaatselijke academie om zo zijn lening van 200 Dollar bij de bank te kunnen afbetalen. Maar in plaats daarvan wordt hij overmand door een plant-achtig organisme dat van de meteoriet afkomt en zich snel verspreidt.
 Stephen King speelt de verdoemde hoofdfiguur.
Rolverdeling
| Acteur         | Personage               |
| -------------- | ----------------------- |
| Stephen King   | Jordy Verrill           |
| Bingo O'Malley | Jordy's vader en dokter |

### Iets Om Je Verder Te Helpen (''Something to Tide You Over'')
(Derde verhaal, dat door King voor de film is geschreven)
De wrede, rijke echtgenoot Richard Vickers (Leslie Nielsen), beraamt een verschrikkelijk lot voor zijn ontrouwe echtgenote Becky (Gaylen Ross) en haar minnaar Harry Wentworth (Ted Danson), door hen tot aan hun nek op het strand in te graven net onder de vloedlijn. Ze verdrinken, maar komen als met water volgelopen zombies terug om samen op hun eigen manier wraak te nemen.
Rolverdeling
| Acteur         | Personage       |
| -------------- | --------------- |
| Leslie Nielsen | Richard Vickers |
| Gaylen Ross    | Becky Vickers   |
| Ted Danson     | Harry Wentworth |

### De Krat ("The Crate")
(Vierde verhaal, is overgenomen van een eerder gepubliceerd kort verhaal van King.)
 (Voor het eerste gepubliceerd in "Galery Magazine" (juli 1979); in 1981 als hoofdverhaal afgedrukt in de sciencefictionanthologie Fantasy Annual III)
In dit spannende en bloederige monsterverhaal wordt een extreem dodelijk, mysterieus wezen ongewild uit zijn krat bevrijd.
 De goedaardige professor Henry Northrup (Hal Holbrook) ziet dit wezen als een manier om van zijn dronken, kleinerende vrouw Wilma (Adrienne Barbeau) af te komen.
 (Het monster in de krat, gespeeld door Darryl Ferrucci, kreeg van regisseur George Romero de bijnaam "Fluffy".)
Rolverdeling
| Acteur            | Personage              |
| ----------------- | ---------------------- |
| Hal Holbrook      | Henry Northup          |
| Adrienne Barbeau  | Wilma "Billie" Northup |
| Fritz Weaver      | Dexter Stanley         |
| Don Keefer        | Mike de schoonmaker    |
| Robert Harper     | Charlie Gereson        |
| Chuck Aber        | Richard Raymond        |
| Christine Forrest | Tabitha Raymond        |

### Ze Bekruipen Je! (''They're Creeping Up On You'')
(Vijfde en laatste verhaal, dat door King voor de film is geschreven.)
Upson Pratt (E.G. Marshall) is een gemene, hardvochtige zakenman en woont in een hermetisch afgesloten appartement vanwege zijn smetvrees. Wanneer zijn appartement wordt overspoeld door hordes kakkerlakken, voelt hij zich hulpeloos.
Rolverdeling
| Acteur         | Personage                               |
| -------------- | --------------------------------------- |
| E. G. Marshall | Upson Pratt                             |
| David Early    | White                                   |
| Gwen Verdon    | Stem van Lenora Castonmeyer (onvermeld) |
| Mark Tierno    | Stem van Carl Reynolds                  |

Epiloog
De volgende morgen vinden twee vuilnismannen (een gespeeld door special effects make-up artiest Tom Savini; de andere door Marty Schiff) het stripboek Creepshow in de vuilnisbak. In het stripboek bekijken ze de advertenties van röntgenbrillen, een bodybuilders-cursus van Charles Atlas, en van een voodoo pop, waarvan de coupon is verdwenen.
In huis klaagt Billy's vader over nekpijn met de dood als gevolg wanneer Billy de voodoopop keer op keer blijft steken.
Opletten
Voor de oplettende kijkers bevat de film ook steeds een of twee terugkerende vondsten. Zo komt bijvoorbeeld het moordwapen uit het eerste verhaal, de sierlijke, marmeren asbak, terug in ieder verhaal.

## Reacties
Creepshow draaide op 12 november 1982 in alle Amerikaanse bioscopen. Na vijf dagen waren er toen voor zo'n $8 miljoen aan kaartjes over de toonbank gegaan.

### Recensies
Creepshow kreeg van de critici verschillende recensies. Roger Ebert gaf de film drie van de vier sterren en schreef: "Romero en King hebben deze film niet alleen met humor en affectie benaderd, maar ook met een erkenning voor het macabere." In zijn recensie voor de New York Times schreef Vincent Canby: "Het beste aan Creepshow zijn de voorzichtig nagebootste toevoegingen van het stripboek en het enthousiasme waarmee sommige goede acteurs rare posities aannemen. Zuiveraars van horrorfilms mogen bezwaar maken tegen de lichtzinnigheid, maar slagen daar, zoals zo vaak, niet in. Gary Arnold schreef in zijn recensie voor de Washington Post: "In Creepshow wordt u geconfronteerd met vijf afgezaagde samenhangsels, met afgeleide karakterschetsen van de horror in verschillende lengtes en gebreken." In zijn recensie voor de Globe and Mail schreef Jay Scott: "De samenwerking van Romero en King hebben de horror en het cynisme vertederd, zonder de bronnen te verklappen." David Ansen, in zijn recensie voor Newsweek, schreef: "Voor iemand boven de 12 is er niet veel plezier aan om weloverwogen naar twee meesters van de horror te kijken die onder hun eigen kunnen werken. Creepshow is een bedrieglijke naïeve horrorfilm: te ondeugend om ècht eng te zijn, te simpel om als satire te slagen." In zijn recensie voor Time Magazine schreef Richard Corliss: "Maar de verzorging is niet alleen nonchalant, maar ook slap; de verwarringen kunnen worden voorspelt door een tienjarige met een stopwatch. Alleen het verhaal waarin de Slechte Plutocraat E.G. Marshall levend wordt opgegeten door kakkerlakken, brengt een mengeling van grinniken en gruwelen teweeg."

## Vervolg en bewerking
De film was een bewerking van het gelijknamige stripboek, dat in juli 1982 op de markt kwam. Het werd geïllustreerd door Bernie Wrightson, een kunstenaar met duidelijke invloeden van de Entertaining Comics die voor het eerst in 1944 verscheen.
Een vervolg, Creepshow 2, werd op 1 mei 1987 in Amerika uitgebracht en was wederom gebaseerd op de korte verhalen van Stephen King en het scenario van George Romero. De film bevat drie horrorverhalen in plaats van vijf en is door Michael Gornick geregisseerd.
Het algemene concept en de plot van de film werd door de melodieuze-deathmetalband The Black Dahlia Murder voor hun nummer Everything Went Black gebruikt. Echter werden delen van "Ze Bekruipen Je" en "Vaderdag" uit de videoclip weggelaten.
Op 10 november 2009 kondigde Taurus Entertainment aan een remake te maken in 3D. (De website waarnaar verwezen wordt meld echter dat er geen verdere details over bekend zijn, maar dat het in plaats daarvan een vierde deel wil gaan maken.)

## Onofficieel vervolg
In Amerika kwam in 2007 een onofficieel vervolg uit: Creepshow III. Stephen King, George Romero, noch mensen die eerder aan de eerste twee delen hadden meegewerkt, waren bij dit derde deel betrokken. Hoewel het een direct-to-video productie betrof, was het tóch al in 2006 klaar en kreeg het veelal negatieve recensies. Deze film, die in dezelfde trant geschreven is als de originele Creepshow, bevat vijf korte horrorverhalen met zwarte humor, en werd geschreven en geregisseerd door Ana Clavell en James Glenn Dudelson. Het bedrijf achter deze film is Taurus Entertainment, die ook verantwoordelijk is voor deel twee van de film Day of the Dead (Day of the Dead 2: Contagium); een vervolg uit 1985 van George Romero, die echter niets met deel twee te maken heeft.

## Creepshow-broedsels
Het gematigde succes van Creepshow ontstak de interesse voor een televisieserie in dezelfde vorm. Hoewel Laurel Productions de serie de naam Tales from the Darkside gaf. Later werd dit 'broedsel' de aanleiding voor de film Tales from the Darkside: The Movie die op 4 mei 1990 in Amerika uitkwam (in Nederland op 29 november 1991) en door de eerste Creepshow-bedenker John Harrison werd geregisseerd. Tom Savini (de special make-up artiest van 'deel 1' en acteur in 'deel 2') heeft gezegd dat deze film de èchte Creepshow 3 is.
 De serie werd van 1983 tot '87 uitgezonden, voordat het plaats maakte voor de bijna identieke televisieserie Monsters (1988-1991).

## Creepshow 4&Creepshow: RAW
Warner Bros. Pictures is een van de bedrijven die op dit moment betrokken is bij een "wedergeboorte" of remake van de film, getiteld Creepshow 4.
Taurus Entertainment, die de rechten heeft van de originele Creepshow, heeft deze rechten doorgegeven aan Jace Hall van HDFILMS, een bedrijf dat in Burbank, Californië is gevestigd, om Creepshow: RAW te produceren. Deze internetserie zal gebaseerd zijn op de originele film.
Een pilotaflevering voor Creepshow: RAW ontwikkelde zich op 30 juli 2008 en is op dit moment in postproductie. De pilotaflevering werd door Wilmer Valderrama geregisseerd en waar Michael Madsen in meespeelt.

## Speciale editie
Een speciale editie van Creepshow werd uitsluitend in het Verenigd Koninkrijk begin maart 2007 door Universal Studios Home Entertainment op dvd uitgebracht. De schijfjes bevatten onder meer een gloednieuwe overzetting naar breedbeeld, een achter-de-schermendocumentaire van 90 minuten getiteld Just Desserts: The Making of Creepshow, zeldzame eruit geknipte scènes en commentaar van regisseur George Romero en grimeur Tom Savini.